# Hydria

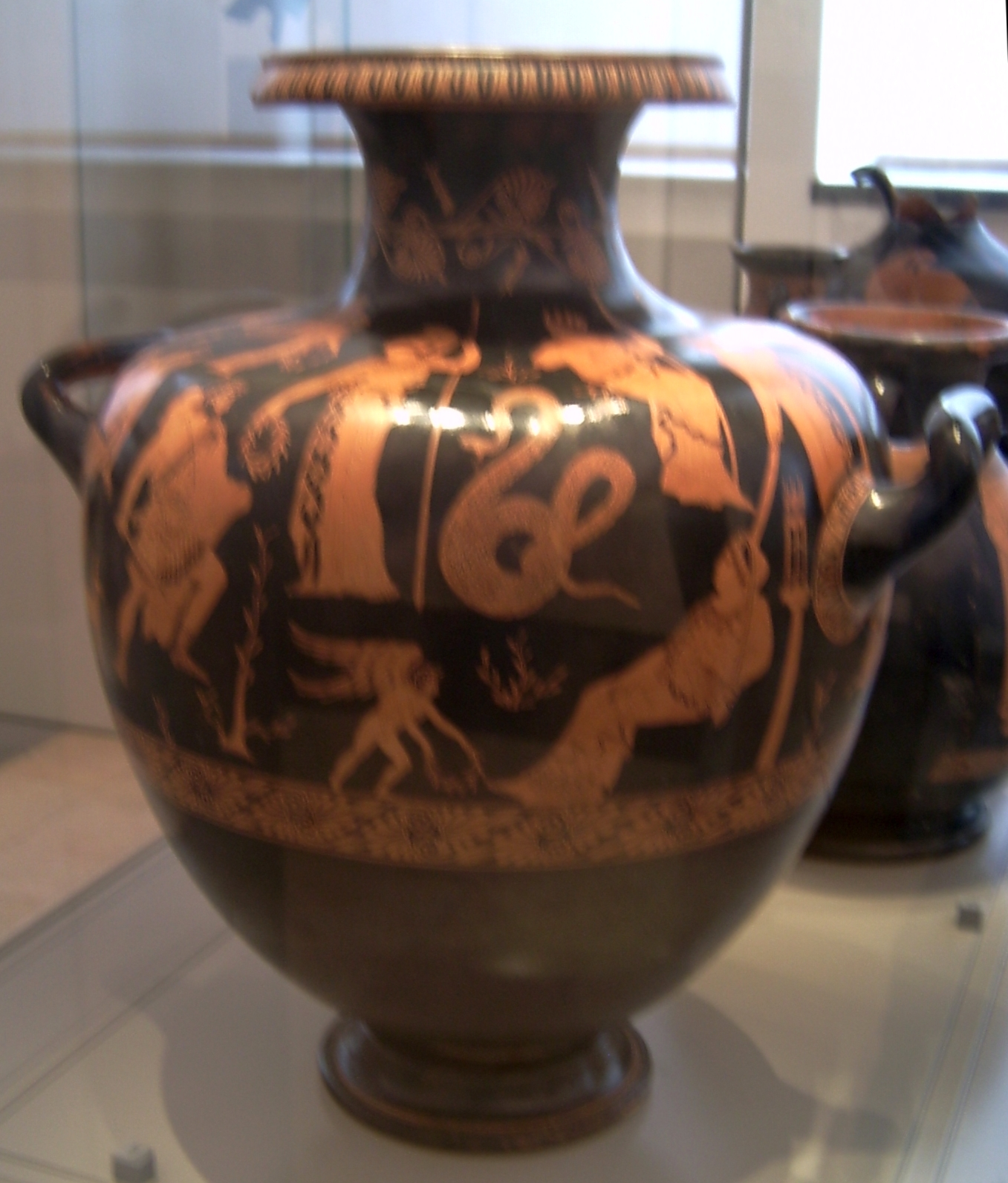
Hydria des Kadmos-Malers aus Vulci, Ende des 5. Jahrhunderts v. Chr., Antikensammlung Berlin (Altes Museum)

Als Hydria (altgriechisch ὑδρία Hydría, lateinisch Urna; als Sonderform auch Kalpis) bezeichnet man eine Art Wasserkrug der alten Griechen, der auch gelegentlich für die Aufbewahrung anderer Materialien genutzt wurde. Daneben diente er der Aufbewahrung des Leichenbrandes von Kindern, bei Sekundärbestattungen sowie für Grabbeigaben.

## Geschichte

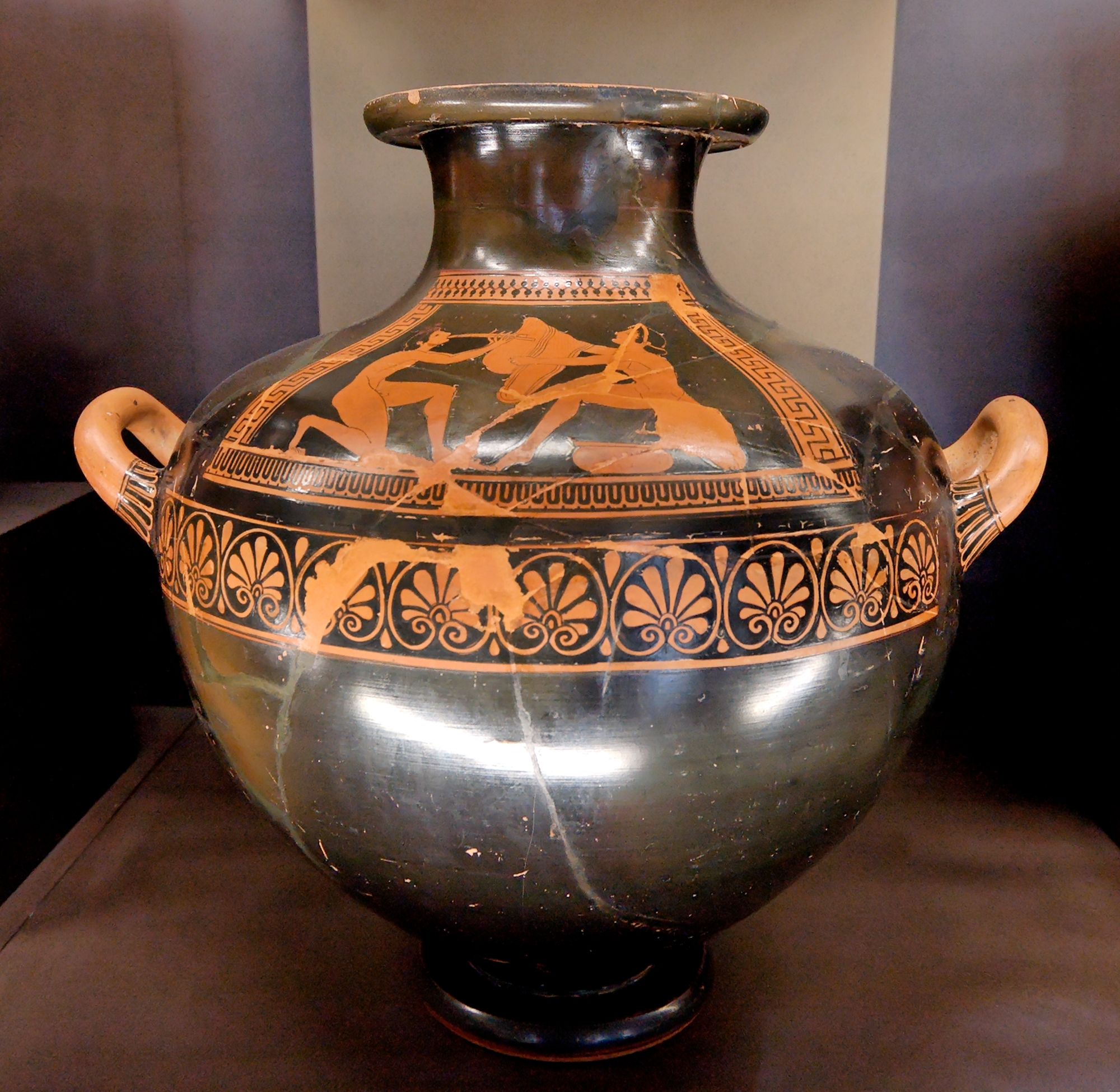
Attische Kalpis, Komos und urinierende Frau aus dem Umkreis des Dikaios-Maler, um 500 v. Chr.

Hydrien in geometrischer Zeit waren schlank und langhalsig, seit dem 6. Jahrhundert v. Chr. war die Hydria von bauchiger, kurzhalsiger Gestalt. Sie verfügt über drei Henkel, zwei kleinere Horizontalhenkel zum Heben und einen hinten angebrachten Vertikalhenkel zum Schöpfen und Ausgießen. Die Hydria wurde mit einem Kissen auf dem Kopf oder auf der Schulter getragen – im leeren Zustand horizontal und im gefüllten Zustand vertikal.
Bei der Standardform der Schwarzfigurigen Vasenmalerei des 6. vorchristlichen Jahrhunderts waren Hals, Schulter und Körper voneinander abgesetzt. Fuß, Körper und Hals wurden jeweils separat gefertigt und anschließend zusammengesetzt. Bei großen Exemplaren musste auch der Körper in zwei Teilen hergestellt werden. Daraus entwickelte sich um das Jahr 500 v. Chr. eine bauchige Hydria mit fließenden Konturen, die Kalpis genannt wird und die vorherrschende Form der Hydria in der Zeit der Rotfigurigen Vasenmalerei war. Sie wurde fast komplett in einem Stück hergestellt, was großes technisches Geschick und den leicht bearbeitbaren attischen Ton erforderte; lediglich der Fuß wurde einzeln getöpfert und anschließend angebracht. Es gibt allerdings auch Varianten schwarzfiguriger Kalpis-Krüge.
In der Antike bezeichnete der Begriff „Kalpis“ sowohl die Standardform der Hydria als auch die heute Kalpis genannte rundere Variante.